# 昆士蘭藝術學院
昆士蘭藝術學院（Queensland College of Art；簡稱QCA）是澳大利亞昆士蘭一所專精於藝術和設計的藝術學院；QCA創立於1881年；今校址分布於昆士蘭州布里斯本市中心內和國際觀光城市黃金海岸。
目前在學生人數有1,000名，主要的研究或學習科系有：純藝術、動畫製作、建築與室內設計，以及影像傳播等。QCA乃格里菲斯大學的六大校區之一，現址與另一校區昆士蘭音樂學院相距約400公尺。

## 沿革

### 19世紀
草創期的QCA尚未有明確的定位。1849年，布里斯本的女皇街上有一所藝術學校；雖然有繪畫教學，但是未規劃正式課程。1879年，由於需要游說昆士蘭殖民政府，好擬定正式的繪畫課程，Joseph Augustus Clark（克拉克）被提名為該校董事長。在此之前，克拉克曾經於印度浦那的軍事學院教授地形學，是一位出身英格蘭的藝術家。
1881年，克拉克在今日市中心安街上的「僕人之家」開始主導繪畫班的教學方針。1882年，布里斯本舉辦了一系列有關於「視覺藝術技職學校」的公聽會。這項理念獲得與會社會人士的支持。1884年基於相關決議，殖民政府為「僕人之家」添置了數座的新教室和講堂。當時新添的教育資源包括了一位專職教師、正式班級，以及依教學方針而建成的課堂。此皆為能頒授正式文憑、受社會認可而需要的創校基礎。
當克拉克於1890年辭世時，繼任者是畢業於倫敦一所藝術學校、享有國際聲譽的畫家－理查·戈弗雷·里弗斯。1898年，這所視覺藝術技術學校併入於新成立的「布里斯本技職學院」，成為該學院的最大科系。

### 20世紀
1908年，布里斯本技職學院併入於「中央技術學院」（即今昆士蘭科技大學的前身）。新學院的校址設於舊殖民政府辦公處和州議會之間布里斯本喬治街的土地上。但是此一關於自純藝術轉變至應用藝術的更動，使理查·戈弗雷·里弗斯辭職了。繼任者是他的學生－FJ Martyn-Roberts。至1916年，中央技術學院負有著雙項責任：一、訓練應用藝術的學生；二、訓練藝術方面的師資，尤以繪畫為重。Martyn-Roberts擔任該學院的藝術學校主任直至他於1938年退休時。繼任者是來自柏拉瑞特的畫家、教師、建築設計師－Cyril Gibbs。Gibbs上任後，對課程擴展上投入了許多心力。因此擴展而使該校畢業生得以獲頒「Certificate」或「Associate Diploma」的正式文憑，也允許了攝影學和建築設計的課程正式招生。這些轉變主要是將相關的教育資源投入於實用面上，捨下「純美學與設計」，確保了該校留於技職教育系統內持續發展。
1970年，身兼畫家與藝術評論者身份的Alan Warren被任命為該校主任。他於任職的前幾年中，迅速完成了圖書館的建立並擴充課程。1974年，該校遷至一座位於布里斯本市郊－Morningside的校園。在Warren的推動下，該校課程得以與印刷、陶瓷製作，金銀工藝等技藝相結合。電影與電視製作、動畫也從選修課程發展成兩個完整的學系。1976年，昆士蘭州頒授了第一座「Diploma of Arts」的正式文憑。惟隨著Warren於1979年的辭職，該校主任由多位對校務發展認識不足的繼任者來接掌，使原本僅規劃予學生300名的小校園，超額招收至近1,000位學生。
1985年，昆士蘭頒授了該州的第一座藝術與設計的學士學位，接著於1988年頒發了第一座學士後文憑（postgraduate diploma）。這所藝術學校於當時成為了唯一在州內技職教育體系（TAFE）能授予藝術課程的學校，也是澳大利亞最後一所專精於藝術教育的技術學校。她的特殊地位已經為其脫離技職教育體系、與格里菲斯大學於1991年的結合奠下了基礎。

### 21世紀
2001年，該校遷至位於中央商業區的南岸。出於該校生所構思研討的新校區完全是為QCA的辦學方針與未來需要而設計。在這座全新、精心設計的校園內，包括了公共展覽空間、電影院、會議設施、一座多媒體藝廊，及多處擁有最現代化、具多重功能設施的創作空間。
2006年，QCA慶祝了其第125週年紀念。這項慶典包含了兩場美術展。其一是主題為「自殖民至當代」，綜合了1884年至1971年，及自1971年至當年的畫展。其二是教務員的自畫展；兩者皆於是年集結為《自殖民至當代》一冊公開紀念出版。

## 著名校友
- 戴維達·艾倫（英语：Davida Allen）
- 安松尼·貝內特（英语：Anthony Bennett (Australian artist)）
- 戈登·貝內特（英语：Gordon Bennett (artist)）
- 翠西·莫法特（英语：Tracey Moffatt）
- 威廉·羅賓遜（英语：William Robinson (artist)）

## 外部連結
- QCA官方網站
- QCA影像網站